# Cyclocanna welshi
Cyclocanna welshi är en nässeldjursart som beskrevs av Bigelow 1918. Cyclocanna welshi ingår i släktet Cyclocanna och familjen Mitrocomidae. Arten är reproducerande i Sverige. Inga underarter finns listade i Catalogue of Life.